# 龙车镇
龙车镇，是中华人民共和国四川省泸州市纳溪区下辖的一个乡镇级行政单位。

## 行政区划
龙车镇下辖以下地区：
龙金山社区、大堰村、塘口村、长寿村、玛瑙村、芦花村、曹湾村、中坝村、阳坡村、金龙村、建坝村、占梯村、云台村、古楼村和利合村。